# Gare de Cordes - Vindrac
La gare de Cordes - Vindrac est une gare ferroviaire française de la ligne de Brive-la-Gaillarde à Toulouse-Matabiau via Capdenac, située sur le territoire de la commune de Vindrac-Alayrac, à proximité de Cordes-sur-Ciel, dans le département du Tarn en région Occitanie.
Elle est mise en service en 1864 par la Compagnie du chemin de fer de Paris à Orléans (PO).
C'est une gare de la Société nationale des chemins de fer français (SNCF), desservie par des trains TER Occitanie.

## Situation ferroviaire
Établie à 172 mètres d'altitude, la gare de Cordes - Vindrac est située au point kilométrique (PK) 319,389 de la ligne de Brive-la-Gaillarde à Toulouse-Matabiau via Capdenac, entre les gares ouvertes de Lexos et de Tessonnières. Elle est séparée de cette dernière par les gares fermées de Donnazac et de Cahuzac.
Gare de bifurcation elle est également l'aboutissement, au PK 457,973, de la ligne de Carmaux à Vindrac, déclassée en 1953, la gare précédente étant Cordes.

## Histoire
La station de « Vindrac » est mise en service le 24 octobre 1864 par la Compagnie du chemin de fer de Paris à Orléans (PO), lorsqu'elle ouvre à l'exploitation la ligne de  Toulouse à Lexos.
Le 31 mai 1937 la gare de Vindrac devient une gare de bifurcation avec l'ouverture de la ligne de Carmaux à Vindrac par la Compagnie des chemins de fer du Midi et du Canal latéral à la Garonne (Midi). Le service voyageurs, réalisé par des autorails, est fermé moins de trois ans plus tard, le 1er juillet 1939. Il subsiste un petit service de marchandises jusqu'à la fermeture complète qui intervient au début de la Deuxième Guerre mondiale. La ligne est déclassée le 3 septembre 1953.
Après la fermeture de cette ligne, qui desservait la gare de Cordes chef-lieu de canton, Vindrac est renommée en gare de « Cordes - Vindrac ».
En 2013, la gare comporte des quais rehaussés et accessibles avec une voie neuve.
En 2014, c'est une gare voyageurs d'intérêt local (catégorie C : moins de 100 000 voyageurs par an de 2010 à 2011), qui dispose de deux quais, deux abris et une traversée de voie à niveau par le public (TVP).

### Fréquentation de la gare
L'évolution de la fréquentation de la gare est présentée dans le tableau ci-dessous. En 2020, avec 6 466 voyageurs, la gare de Cordes - Vindrac est la vingtième gare la plus fréquentée du Tarn sur les 26 que compte le département.
| Année               | 2015  | 2017  | 2019  | 2020  | 2021  | 2022   | 2023   |
| ------------------- | ----- | ----- | ----- | ----- | ----- | ------ | ------ |
| Nombre de voyageurs | 9 877 | 9 472 | 9 138 | 6 466 | 9 103 | 13 406 | 16 583 |

## Service des voyageurs

### Accueil
Halte SNCF, c'est un point d'arrêt non géré (PANG) à accès libre. Elle dispose d'une deuxième voie pour le croisement des trains.

### Desserte

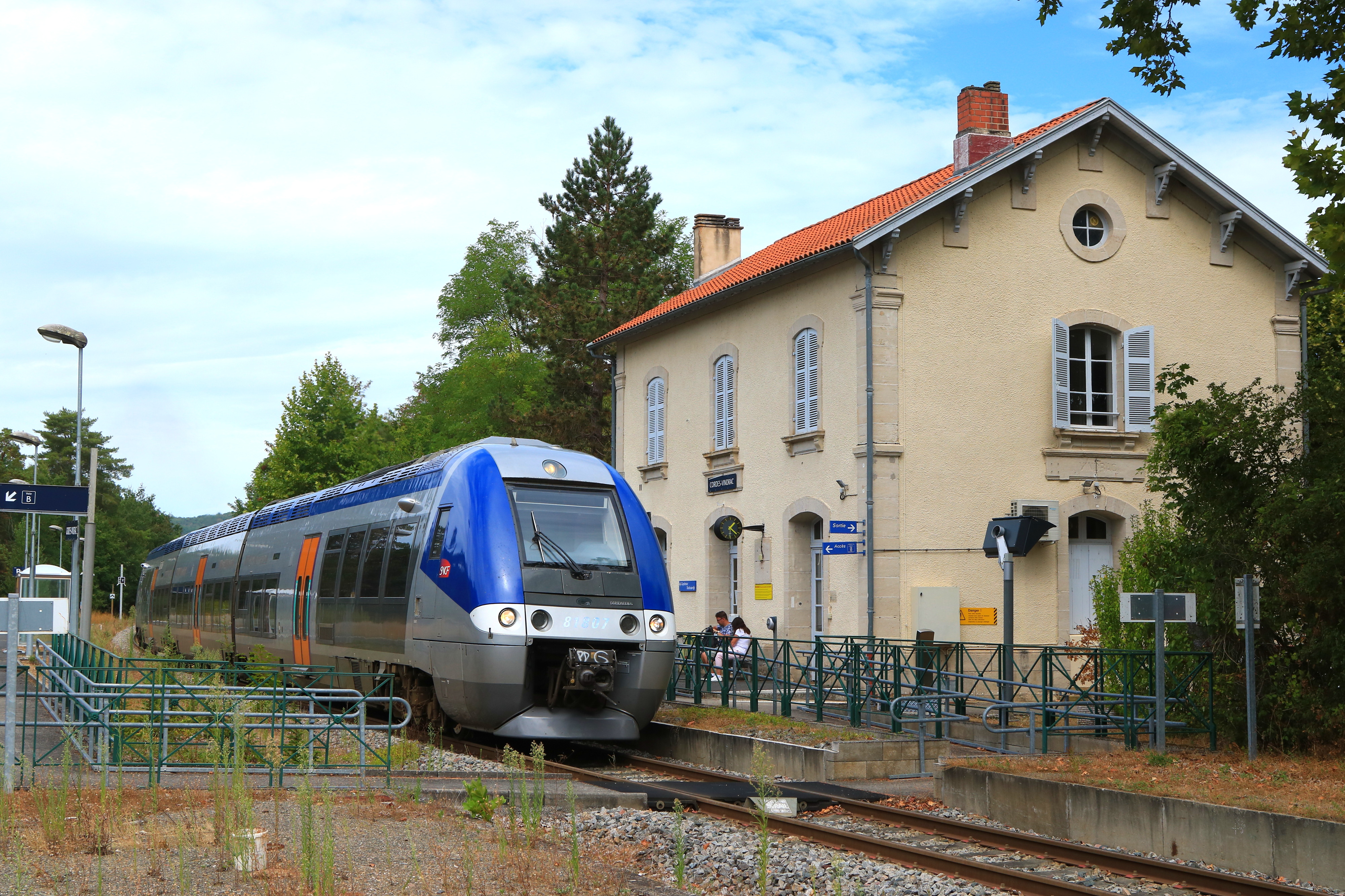
Desserte de la gare par un TER Capdenac - Toulouse.

Cordes - Vindrac est desservie par des trains TER Occitanie circulant entre Capdenac et Toulouse-Matabiau. Six trains desservent la gare chaque jour et dans chaque sens en semaine. La fréquence est abaissée à quatre trains par jour et par sens le week-end.

### Intermodalité
La gare est desservie par la ligne 707 du réseau liO.
Un parc pour les vélos et un parking pour les véhicules y sont aménagés.

## Service des marchandises
Cette gare est ouverte au service du fret (service limité à la desserte d'installations terminales embranchées).

## Patrimoine ferroviaire
Le bâtiment voyageurs à l'architecture typique PO possède trois ouvertures et un étage sous une toiture à deux pans couverte en tuiles et des combles avec un œil-de-bœuf en pignon.